# Lotta Insulander-Lindh
Ann-Charlotte (Lotta) Elisabeth Carlsdotter Insulander-Lindh, född Insulander den 3 mars 1950, är en svensk advokat.

## Biografi
Insulander-Lindh växte upp utanför Hallstahammar. Efter gymnasiet började hon på Calle Flygares teaterskola, men övergick sedan till juridikstudier. År 1981 åtog hon sig ett fall som målsägandebiträde för en kvinna som var utsatt för våld och hot av olika slag. Insulander-Lindh yrkade på ett större skadestånd, vilket bifölls, och målet blev ganska uppmärksammat. Detta kom att påverka hennes inriktning och 1983, samtidigt som hon blev medlem i Advokatsamfundet, startade hon Insulander Lindh Advokatbyrå med målsättningen att skapa en advokatbyrå specialiserad på familjerätt samt brottsoffer.
Hon har haft många mål som målsägandebiträde för våldtagna kvinnor och betonar betydelsen av sexualbrottslagen från 1984 samt möjligheten till besöksförbud och kvinnors rätt till målsägandebiträde, förändringar som kom i slutet av 1980-talet.
Insulander-Lindh var värd för Sommar i P1 den 28 juni 1993.

### Familj
Lotta Insulander-Lindh är mor till Mia Edwall Insulander, generalsekreterare för Sveriges Advokatsamfund sedan 2019.